# فینلی کوری
فینلِی کوری (انگلیسی: Finlay Currie; ۲۰ ژانویهٔ ۱۸۷۸ – ۹ مهٔ ۱۹۶۸) یک هنرپیشه اهل اسکاتلند بود.

## زندگی شخصی
در اواخر عمر، کوری به یک فروشنده عتیقه فروشی بسیار محترم تبدیل شد و در سکه‌ها و فلزات گرانبها تخصص داشت. او همچنین یک مجموعه دار قدیمی از آثار رابرت برنز بود.

## فیلم‌شناسی
- کلئوپاترا
- بن هور
- ماجراهای هاکلبری فین
- سقوط امپراتوری روم
- جزیره گنج
- فرانسیس آسیزی
- ژان مقدس
- دور دنیا در هشتاد روز
- آیوانهو
- کجا می‌روی
- بانی لیک گم شده
- تمپست
- آرزوهای بزرگ
- سلیمان و سبا
- مدار ۴۹ درجه
- بازرس
- کانگورو
- برادران
- داستان یوسف و برادرانش